# Gardenia resinosa
Gardenia resinosa är en måreväxtart som beskrevs av Ferdinand von Mueller. Gardenia resinosa ingår i släktet Gardenia och familjen måreväxter.

## Underarter
Arten delas in i följande underarter:
- G. r. kimberleyensis
- G. r. resinosa